# 1971 في رومانيا
فيما يلي قوائم الأحداث التي وقعت خلال عام 1971 في رومانيا.

## رياضة
- 27 يونيو – دوري الدرجة الأولى الروماني 1970–71 الفائز دينامو بوخارست.

## مواليد

### فبراير
- 14 فبراير – جورجي موريسان لاعب كرة سلة روماني.
- 18 فبراير – كونستانتين بوبا لاعب كرة سلة روماني.

### مارس
- 4 مارس – ماريوس سوموديكا لاعب كرة قدم.
- 6 مارس – سيبريان بيتري بورومب لاعب كرة مضرب روماني.
- 15 مارس – كونستانتسا بورتشيكا مُجدّفة رومانية.
- 26 مارس – ليفيو كيوبوتاريو لاعب كرة قدم روماني.

### مايو
- 16 مايو – كونستانتين باربو لاعب كرة قدم روماني.

### يونيو
- 8 يونيو – رادو مانتون
- 12 يونيو – رولاند ناغي

### أغسطس
- 15 أغسطس – أتيلا جيورجي صحفي روماني.
- 17 أغسطس – كريستيان بالاج حكم كرة قدم روماني.

### سبتمبر
- 13 سبتمبر – ألكساندرو تودور حكم كرة قدم روماني.
- 15 سبتمبر – ألكسندرو ديدو لاعب كرة يد روماني.

### نوفمبر
- 4 نوفمبر – أدريان سيتارو
- 6 نوفمبر – لومينيتسا دينو لاعبة كرة يد رومانية.

## وفيات

### يوليو
- 4 يوليو – كارولي ويكيلت (مواليد 1906) لاعب كرة قدم روماني.

### أغسطس
- 4 أغسطس – جورج مورير (مواليد 1907)

### أكتوبر
- 23 أكتوبر – يون ريمارو (مواليد 1946)
- 29 أكتوبر – إميريتش فوغل (مواليد 1905) لاعب كرة قدم روماني.